# Jiřina Picková
Jiřina Picková, pseudonym Marie Brodská (11. dubna 1912 Jaroměřice nad Rokytnou – 16. listopadu 1943 Auschwitz), byla česká středoškolská pedagožka židovského původu. Byla zatčena za druhé světové války kvůli členství v ilegální komunistické straně.

## Život
Jiřina Picková se narodila Jaroměřicích nad Rokytnou v židovské rodině, otec byl zvěrolékař Richard Picka a matka Gizela rodem Saudková. Jiřina měla ještě mladšího bratra Pavla, který se narodil 22. ledna 1916. Hlavně díky své matce vyrůstala v kulturním a inspirativním prostředí. Už od dětských let se stýkala s kulturně významnými lidmi, kteří byli v okruhu její matky. V roce 1918 začala navštěvovat Národní školu dívčí v Jaroměřicích a v roce 1922 přestoupila na gymnázium do Moravských Budějovic. Po smrti otce v roce 1925 se rodina přestěhovala do Kolína, kde Jiřina v roce 1931 odmaturovala na místním gymnáziu. Z této doby už je k dispozici její korespondence. Své pocity napsala své kamarádce Jarmilce:
Je mi smutno ve škole a hlavně v prvních dnech jsem cítila jakousi potřebu, hovořit s někým o tom všem. Velice jsem si přála, abych s tebou mohla mluvit. Vím také, že to letos bude chudší než loni, a to chudší o hovory s tebou.

Poté se zapsala na filozofickou fakultu Univerzity Karlovy v Praze na obor němčina a čeština. Souběžně se rovněž zabývala pedagogikou a psychologií. Někdy v této době přišla Jiřina Picková do styku s grafologií a tak se stala pokračovatelkou rodinné tradice, kterou začal její strýc, významný český grafolog, Robert Saudek.
Po zdárném absolvování akademického studia začala ve školním roce 1937/38 učit na gymnáziu v České Třebové a po roce přešla na gymnázium do Mělníka. V březnu roku 1939 však musela svoje mělnické místo opustit pro svůj neárijský původ a v dubnu téhož roku se přestěhovala do Prahy, kde díky profesoru Čížkovi také Jiřina získala byt u Anny Pollertové. Tam na začátku října roku 1939 získala místo na židovské obecné škole v Jáchymově ulici v Praze a současně působila i v přeškolovacích kurzech Židovské náboženské obce. Později rovněž publikovala v novinách a časopisech, a to pod pseudonymem Marie Brodská.
Jiřina Picková byla členkou ilegální komunistické strany a byla též činná v Petičním výboru Věrni zůstaneme. V souvislosti s členstvím v ilegální komunistické straně byla v únoru 1943 zatčena a uvězněna v Praze na Karlově náměstí a později na Pankráci, její činnost v Petičním výboru Věrni zůstaneme však zůstala neprozrazena.
Následně byla v témže roce deportována do koncentračního tábora Osvětimi-Birkenau, kde byla 16. listopadu 1943 popravena zastřelením.

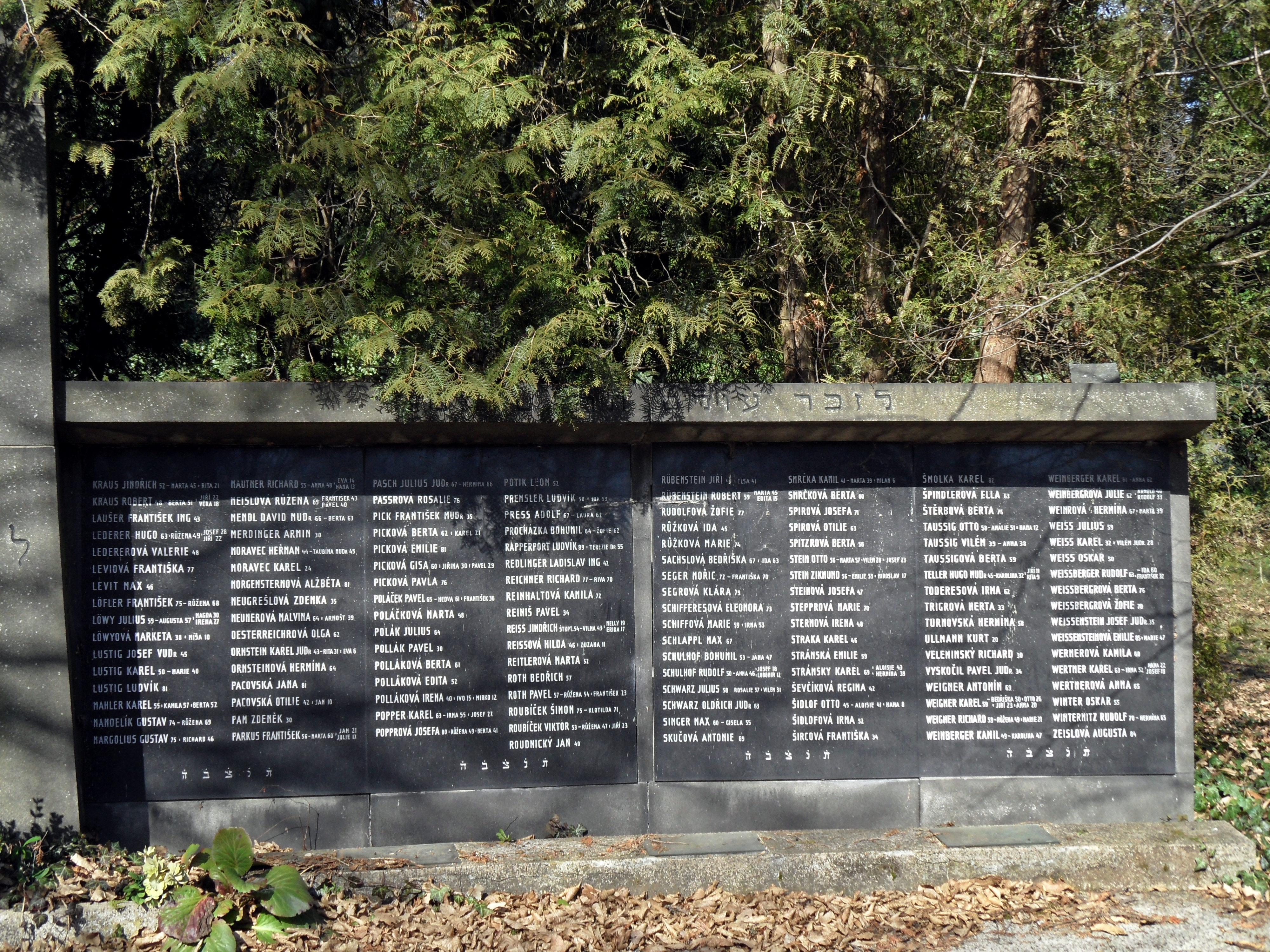
Nový židovský hřbitov v Kolíně, z pohledu pozorovatele pravá část památníku obětem holokaustu

Na budově bývalého gymnázia v Mělníku byla Jiřině Pickové odhalena pamětní deska. Její jméno je uvedeno na pamětní desce v ulici Anny Letenské 34/7 v Praze, na domě, kde se scházeli členové Petičního výboru Věrni zůstaneme. Na památníku obětem holokaustu na Novém židovském hřbitově v Kolíně je připomenuta matka Gisa s dětmi Jiřinou a Pavlem.